# 델 DRAC
델 DRAC(DELL DRAC, Dell Remote Access Controller)은 특정 델 서버의 대역 외 관리 플랫폼이다. 플랫폼은 별도의 확장 카드에 제공되거나 메인 보드에 통합될 수 있다. 통합되면 플랫폼을 iDRAC라고 한다.
주로 메인 서버 리소스와 별도의 리소스를 사용하며, 서버 하드웨어 관리 및 모니터링을 위한 브라우저 기반 및 명령줄 인터페이스(CLI)를 제공한다.
DRAC에는 썬/오라클의 LOM 포트, HP iLO(Integrated Lights-Out), IBM Remote Supervisor Adapter 및 시스코 CIMC 등 다른 공급업체에서 제공하는 LOM(Lights Out Management) 기술과 유사한 기능이 있다.

## 기능
컨트롤러에는 자체 프로세서, 메모리, 네트워크 연결 및 시스템 버스에 대한 액세스가 있다. 주요 기능에는 전원 관리, 가상 미디어 액세스 및 원격 콘솔 기능이 포함되며 모두 지원되는 웹 브라우저 또는 명령줄 인터페이스를 통해 사용할 수 있다. 이를 통해 시스템 관리자는 마치 로컬 콘솔(터미널)에 있는 것처럼 시스템을 구성할 수 있다.
DRAC는 BMC(베이스보드 관리 컨트롤러) 칩과 인터페이스하며 IPMI Over LAN과 같은 IPMI 대역 외 인터페이스 사용을 허용하는 IPMI(지능형 플랫폼 관리 인터페이스) 2.0 표준을 기반으로 한다.

## 버전
DRAC(Dell Remote Access Controller)와 iDRAC(Integrated Dell Remote Access Controller)는 서로 다른 버전으로 제공되며, 새로운 (i)DRAC 버전이 차세대 Poweredge 서버에 연결되는 경우가 많다.
하드웨어는 서버 마더보드에 통합되는 경우가 많으며 결합된 제품을 iDRAC라고 한다. 여기서 "i"는 통합을 의미한다. iDRAC 익스프레스를 사용하면 소프트웨어 및 하드웨어 시스템 관리 기능이 고유한 IP 주소를 사용하여 서버의 온보드 네트워크 인터페이스 중 하나와 공유된다. 이와 대조적으로 iDRAC Enterprise 버전은 전용 물리적 네트워크 인터페이스를 제공한다.
iDRAC 버전 7은 2012년 3월 Dell PowerEdge 12세대 서버 출시와 함께 도입되었으며 12세대 모델에서만 사용할 수 있다. 이전 버전과 달리 iDRAC 7의 기능은 랙, 타워 및 블레이드 서버에서 동일하다.